# Mario Roveda
Mario Roveda (Piacenza, 7 maggio 1889 – Parma, 19 agosto 1958) è stato un generale, partigiano e politico italiano, veterano della prima guerra mondiale e deputato nella I legislatura della Repubblica Italiana.

## Biografia
Figlio di Giuseppe, un commissario di P.S., arruolatosi nel Regio Esercito, dal 1911 iniziò a frequentare come allievo la Regia Accademia Militare di Fanteria e Cavalleria di Modena, da cui uscì come sottotenente assegnato all'arma di fanteria, corpo dei bersaglieri il 12 novembre 1911, entrando in servizio nel 8º Reggimento bersaglieri. Partecipò alla grande guerra sempre nelle file dell'8º Reggimento, venendo promosso dapprima tenente, e poi capitano, e decorato con una Croce di guerra al valor militare a Cadore, durante la ritirata sul Piave, dopo Caporetto, il 4 novembre 1917.
Dopo la fine del conflitto, promosso maggiore, prestò servizio, quale insegnante presso la scuola di applicazione di fanteria a Parma, dal 15 novembre 1926 e dal 27 ottobre 1929 sino al 30 marzo 1930, rientrando nei ranghi dell'8º bersaglieri. Promosso, nel frattempo, tenente colonnello dal 30 dicembre 1928, transitò al 4º bersaglieri, ottenendone il comando dal 1º settembre 1937, quando fu promosso colonnello. Quindi, dopo un periodo presso la difesa territoriale di Torino, Roveda dal 18 gennaio 1939 passò al comando del 231º Reggimento fanteria "Avellino" di stanza a Bolzano.
Con l'entrata in guerra del Regno d'Italia, avvenuta il 10 giugno 1940, Roveda partecipò prima alla battaglia delle Alpi Occidentali e, dal gennaio 1941, alla offensiva contro la Grecia sul fronte albanese, ottenendo una medaglia d'argento al valor militare a Kurvelesh e permanendo quale truppa di occupazione ad Atene. Promosso generale di brigata il 1º luglio 1942, Roveda dal 1º agosto al 31 ottobre 1942, passò dapprima al comando della C brigata di fanteria di marcia a Salerno, unità preposta all'inquadramento dei complementi di fanteria oltremare, passò poi in Libia (dal 1º novembre) a prestare servizio presso DELEASE, per incarichi speciali, e quindi (dal 16 novembre seguente) presso il comando superiore delle Forze Armate della Libia. Rientrato in Italia poco prima della caduta di Tripoli, fu a disposizione della difesa territoriale di Milano.
All'atto della promulgazione dell'armistizio, l'8 settembre 1943, si sottrasse alla cattura dei tedeschi e, da subito, s'impegnò nella Resistenza con il nome di battaglia di "Strani". Entrato nella 12ª Brigata Garibaldi operante sull'Appennino parmense, fu nominato responsabile del "comando piazza" di Reggio Emilia e, come tale, guidò le formazioni partigiane della pianura reggiana fino al dicembre del 1944, quando tutti i membri del Comando furono arrestati dalla polizia fascista. Roveda, ancora una volta, riuscì ad evitare la cattura e a riparare in montagna. Gli fu quindi affidato il comando Nord-Emilia, dal quale dipendevano le formazioni partigiane delle province di Piacenza, Parma e Reggio.
Dopo la guerra, promosso generale di Divisione per meriti di guerra, Roveda restò in servizio attivo sino alla fine del 1947. L'anno dopo, assunta a Parma la presidenza del Comitato provinciale del Fronte Democratico Popolare, fu eletto deputato alla Camera per il PSI con circa 75.000 voti di preferenza, partecipando alla I legislatura dal 1º giugno 1948. Nel 1953, Roveda, che si era candidato alle elezioni per il Senato in una formazione di destra (Alleanza Democratica Nazionale), raccolse soltanto poche centinaia di voti.
Si ritirò a vita privata e si spense a Parma nel 1958, a 69 anni.